# Левино (сельское поселение Красный Профинтерн)
Левино — деревня в Некрасовском районе Ярославской области. Входит в состав сельского поселения Красный Профинтерн.

## География
Находится в восточной части Ярославской области на расстоянии приблизительно 18 км на север-северо-запад по прямой от административного центра района поселка Некрасовское в левобережной части района.

## История
Деревня была отмечена еще на карте 1798 года. В 1859 году здесь (деревня Даниловского уезда Ярославской губернии) было учтено 9 дворов, в 1898 — 9.

## Население
Численность населения: 70 человек (1859 год), 1 (русские 100 %) в 2002 году, 0 в 2010.